# Discografia di Justin Timberlake
La discografia di Justin Timberlake, ex membro della boy band 'N Sync, è composta da cinque album in studio, ventuno singoli ufficiali, un EP pubblicato insieme a Christina Aguilera e una raccolta di remix.

## Album

### Album in studio
| Anno | Informazioni | Classifiche | Classifiche | Classifiche | Classifiche | Classifiche | Classifiche | Classifiche | Classifiche | Vendite                                         | Certificazioni                                                                      |
| Anno | Informazioni | U.S.        | UK          | AUS         | AUT         | GER         | FRA         | CAN         | ITA         | Vendite                                         | Certificazioni                                                                      |
| ---- | --- | ----------- | ----------- | ----------- | ----------- | ----------- | ----------- | ----------- | ----------- | ----------------------------------------------- | ----------------------------------------------------------------------------------- |
| 2002 | Justified - Pubblicazione: 5 novembre 2002 - Etichetta: Jive - Formati: CD, download digitale                                | 2           | 1           | 9           | 33          | 11          | 30          | 7           | 24          | - WW: 7.000.000 - US: 3.500.000 - UK: 1.802.172 | - AUS: 3× Platino - CAN: 2× Platino - UK: 6× Platino - US: 3× Platino - EU: Platino |
| 2006 | FutureSex/LoveSounds - Pubblicazione: 12 settembre 2006 - Etichetta: Jive - Formati: CD, download digitale                   | 1           | 1           | 1           | 5           | 3           | 5           | 1           | 7           | - WW: 10.000.000 - US: 4.400.000                | - AUS: 5× Platino - CAN: 5× Platino - UK: 3× Platino - US: 4× Platino - EU: Platino |
| 2013 | The 20/20 Experience - Pubblicazione: 19 marzo 2013 - Etichetta: RCA Records - Formato: CD, download digitale, vinile        | 1           | 1           | 1           | 2           | 1           | 6           | 1           | 6           | - WW: 3.600.000 - US: 2.427.000 - UK: 315.000   | - AUS: Oro - CAN: Platino - US: 2x Platino                                          |
| 2013 | The 20/20 Experience 2 of 2 - Pubblicazione: 27 settembre 2013 - Etichetta: RCA Records - Formato: CD, download digitale, LP | 1           | 2           | 4           | 8           | 4           | 12          | 1           |             | - US: 1.000.000                                 | - UK: Argento - CAN: Platino - US: Platino                                          |
| 2018 | Man of the Woods - Pubblicazione: 2 febbraio 2018 - Etichetta: RCA Records - Formato: CD, download digitale, LP              | 1           | 2           | 2           | 4           | 1           | 7           | 1           | 8           | - WW: 1.100.000 - US: 700.000 - UK: 60.000      | - CAN: Oro - UK: Argento - US: Oro                                                  |

### Raccolte
| Anno | Dettagli |
| ---- | --- |
| 2010 | 12'' Masters - The Essential Mixes - Raccolta di remix - Pubblicazione: 20 settembre 2010 - Formati: CD, digital download                                                                 |
| 2013 | The 20/20 Experience - The Complete Experience - Compilation di The 20/20 Experience e The 20/20 Experience 2 of 2 - Pubblicazione: 27 settembre 2013 - Formati: CD, digital download, LP |

### Album di colonne sonore
| Anno | Dettagli |
| ---- | --- |
| 2016 | Trolls: Original Motion Picture Soundtrack - Pubblicazione: 23 settembre 2016 - Formati: CD, digital download, LP |
| 2017 | The Book of Love: Original Motion Picture Soundtrack - Pubblicazione: 13 gennaio 2017 - Formati: digital download |

### Extended play
| Anno | Dettagli                                                                                   |
| ---- | ------------------------------------------------------------------------------------------ |
| 2003 | Justin & Christina - Con Christina Aguilera - Pubblicazione: 1º luglio 2003 - Formati: CD  |
| 2003 | I'm Lovin' It - Pubblicazione: 16 dicembre 2003 - Formati: digital download                |
| 2013 | iTunes Festival: London 2013 - Pubblicazione: 15 dicembre 2013 - Formati: digital download |

## Singoli

### Come artista principale
| Anno | Titolo                                                       | Posizione massima | Posizione massima | Posizione massima | Posizione massima | Posizione massima | Posizione massima | Posizione massima | Posizione massima | Posizione massima | Posizione massima | Certificazioni | Album                                                |
| Anno | Titolo                                                       | US                | AUS               | CAN               | DEN               | GER               | IRE               | NL                | NZ                | SWI               | UK                | Certificazioni | Album                                                |
| ---- | ------------------------------------------------------------ | ----------------- | ----------------- | ----------------- | ----------------- | ----------------- | ----------------- | ----------------- | ----------------- | ----------------- | ----------------- | --- | ---------------------------------------------------- |
| 2002 | Like I Love You                                              | 11                | 8                 | 11                | 4                 | 16                | 5                 | 5                 | 6                 | 14                | 2                 | - AUS: Platino - UK: Oro | Justified                                            |
| 2002 | Cry Me a River                                               | 3                 | 2                 | 2                 | 11                | 13                | 6                 | 6                 | 11                | 20                | 2                 | - AUS: 2× Platino - UK: Platino - GER: Oro - FRA: Oro                                                                                         | Justified                                            |
| 2003 | Rock Your Body                                               | 5                 | 1                 | 5                 | 3                 | 25                | 4                 | 6                 | 4                 | 34                | 2                 | - USA: Oro - AUS: 2× Platino - UK: Platino - NZ: Oro                                                                                          | Justified                                            |
| 2003 | Señorita                                                     | 27                | 6                 | 19                | 13                | 51                | 15                | 26                | 4                 | 42                | 13                | - AUS: Platino - UK: Argento | Justified                                            |
| 2003 | Still on My Brain                                            | —                 | —                 | —                 | —                 | —                 | —                 | —                 | —                 | —                 | —                 | | Justified                                            |
| 2003 | I'm Lovin' It                                                | —                 | —                 | —                 | —                 | 50                | 15                | 27                | —                 | 47                | 79                | | Live from London                                     |
| 2006 | SexyBack (feat. Timbaland)                                   | 1                 | 1                 | 1                 | 2                 | 1                 | 1                 | 7                 | 1                 | 2                 | 1                 | - USA: 3× Platino - AUS: 5× Platino - UK: Platino - GER: Platino - SWI: Platino - CAN: Platino                                                | FutureSex/ LoveSounds                                |
| 2006 | My Love (feat. T.I.)                                         | 1                 | 3                 | 1                 | 3                 | 4                 | 4                 | 19                | 1                 | 2                 | 2                 | - USA: Platino - AUS: 2× Platino - UK: Oro - GER: Oro                                                                                         | FutureSex/ LoveSounds                                |
| 2006 | What Goes Around... Comes Around                             | 1                 | 3                 | 3                 | 3                 | 5                 | 6                 | 13                | 3                 | 5                 | 4                 | - USA: Platino - AUS: 2× Platino - UK: Oro - CAN: Platino - ITA: Oro - NZ: Platino - DEN: Oro                                                 | FutureSex/ LoveSounds                                |
| 2007 | LoveStoned                                                   | 17                | 11                | 5                 | 12                | 15                | 12                | 8                 | 17                | 19                | 11                | - USA: Oro - AUS: Platino - UK: Argento | FutureSex/ LoveSounds                                |
| 2007 | Until the End of Time (feat. Beyoncé)                        | 17                | —                 | —                 | 30                | 39                | —                 | —                 | 31                | —                 | —                 | - USA: Oro | FutureSex/ LoveSounds                                |
| 2007 | Summer Love                                                  | 6                 | —                 | 8                 | —                 | 39                | —                 | —                 | 15                | —                 | —                 | - USA: Platino - CAN: Oro | FutureSex/ LoveSounds                                |
| 2008 | Follow My Lead (feat. Esmée Denters)                         | —                 | —                 | —                 | —                 | —                 | —                 | —                 | —                 | —                 | —                 | | /                                                    |
| 2010 | Hallelujah (feat. Matt Morris e Charlie Sexton)              | 13                | —                 | 5                 | 37                | —                 | 46                | —                 | 8                 | —                 | 91                | | Hope for Haiti Now                                   |
| 2013 | Suit & Tie (feat. Jay-Z)                                     | 3                 | 9                 | 3                 | 1                 | 25                | 16                | 10                | 14                | 31                | 3                 | - USA: 2× Platino - AUS: Platino - UK: Oro - CAN: 2× Platino                                                                                  | The 20/20 Experience                                 |
| 2013 | Mirrors                                                      | 2                 | 10                | 4                 | 4                 | 2                 | 5                 | 10                | 7                 | 5                 | 1                 | - USA: 3× Platino - AUS: 3× Platino - UK: 2× Platino - CAN: 3× Platino - GER: Platino - ITA: 2× Platino - MEX: Platino - NZ: Platino          | The 20/20 Experience                                 |
| 2013 | Tunnel Vision                                                | —                 | 63                | —                 | —                 | —                 | 75                | —                 | —                 | —                 | 61                | | The 20/20 Experience                                 |
| 2013 | Take Back the Night                                          | 29                | 57                | 23                | 37                | 52                | 49                | 38                | —                 | 48                | 22                | - CAN: Oro | The 20/20 Experience – 2 of 2                        |
| 2013 | TKO                                                          | 36                | —                 | 28                | —                 | 71                | 51                | —                 | —                 | 68                | 58                | - CAN: Platino | The 20/20 Experience – 2 of 2                        |
| 2014 | Not a Bad Thing                                              | 8                 | 10                | 9                 | 16                | 62                | 38                | 46                | 5                 | 29                | 21                | - USA: Platino - AUS: Platino - UK: Argento - NZ: Oro - DEN: Oro                                                                              | The 20/20 Experience – 2 of 2                        |
| 2014 | Love Never Felt So Good (con Michael Jackson)                | 9                 | 28                | 20                | 1                 | 18                | 17                | 2                 | 12                | 15                | 8                 | - USA: Platino - UK: Oro - DEN: Oro | Xscape                                               |
| 2015 | Drink You Away                                               | —                 | —                 | 85                | —                 | —                 | —                 | —                 | —                 | —                 | —                 | | The 20/20 Experience – 2 of 2                        |
| 2016 | Can't Stop the Feeling!                                      | 1                 | 3                 | 1                 | 2                 | 1                 | 3                 | 2                 | 2                 | 1                 | 2                 | - USA: 4× Platino - AUS: 11× Platino - UK: 4× Platino - BRA: Diamante - CAN: 6× Platino - ITA: 5× Platino - GER: 3× Platino - SPA: 3× Platino | Trolls Original Motion Picture Soundtrack            |
| 2018 | Filthy                                                       | 9                 | 27                | 5                 | 24                | 42                | 23                | 53                | —                 | 34                | 15                | - AUS: Oro - CAN: Platino | Man of the Woods                                     |
| 2018 | Supplies                                                     | 71                | —                 | 49                | —                 | 83                | —                 | —                 | —                 | 84                | 84                | | Man of the Woods                                     |
| 2018 | Say Something (feat. Chris Stapleton)                        | 9                 | 18                | 6                 | 11                | 9                 | 16                | 24                | 20                | 6                 | 9                 | - AUS: 2× Platino - UK: Platino - GER: Oro - DEN: Platino - CAN: 2× Platino                                                                   | Man of the Woods                                     |
| 2018 | Soulmate                                                     | —                 | —                 | 83                | —                 | —                 | —                 | —                 | —                 | —                 | —                 | - CAN: Platino | /                                                    |
| 2020 | The Other Side (con SZA)                                     | 61                | 43                | 55                | —                 | 88                | 56                | 60                | —                 | 47                | 44                | - USA: Oro - UK: Argento | Trolls World Tour Original Motion Picture Soundtrack |
| 2020 | Better Days (feat. Ant Clemons)                              | —                 | —                 | —                 | —                 | —                 | —                 | —                 | —                 | —                 | —                 | | /                                                    |
| 2022 | Stay with Me (con Calvin Harris, Halsey e Pharrell Williams) | —                 | 78                | 51                | —                 | —                 | 15                | 35                | —                 | —                 | 10                | - AUS: Oro - UK: Argento | Funk Wav Bounces Vol. 2                              |
| 2022 | Sin Fin (con Romeo Santos)                                   | 100               | —                 | —                 | —                 | —                 | —                 | —                 | —                 | —                 | —                 | | Formula, Vol. 3                                      |
| 2024 | Selfish                                                      | —                 | —                 | —                 | —                 | —                 | —                 | —                 | —                 | —                 | —                 | | Everything I Thought It Was                          |
| 2024 | No Angels                                                    |                   |                   |                   |                   |                   |                   |                   |                   |                   |                   | | Everything I Thought It Was                          |

### Come artista ospite
| Anno | Titolo                                                        | Posizione massima | Posizione massima | Posizione massima | Posizione massima | Posizione massima | Posizione massima | Posizione massima | Posizione massima | Posizione massima | Posizione massima | Certificazioni                                                                  | Album                                   |
| Anno | Titolo                                                        | US                | AUS               | CAN               | DEN               | GER               | IRE               | NL                | NZ                | SWI               | UK                | Certificazioni                                                                  | Album                                   |
| ---- | ------------------------------------------------------------- | ----------------- | ----------------- | ----------------- | ----------------- | ----------------- | ----------------- | ----------------- | ----------------- | ----------------- | ----------------- | ------------------------------------------------------------------------------- | --------------------------------------- |
| 2003 | Work It (con Nelly)                                           | 68                | 14                | 13                | —                 | 16                | 11                | 16                | 17                | 59                | 7                 | - AUS: Oro                                                                      | Nellyville                              |
| 2005 | Signs (con Snoop Dogg e Charlie Wilson)                       | 46                | 1                 | —                 | 3                 | 3                 | 2                 | 6                 | 4                 | 5                 | 2                 | - USA: Oro - AUS: Oro - UK: Argento                                             | R&G (Rhythm & Gangsta): The Masterpiece |
| 2006 | Dick in a Box (con i The Lonely Island)                       | —                 | 61                | 82                | —                 | —                 | —                 | —                 | —                 | —                 | —                 |                                                                                 | Incredibad                              |
| 2007 | The Only Promise That Remains (con Reba McEntire)             | —                 | —                 | —                 | —                 | —                 | —                 | —                 | —                 | —                 | —                 |                                                                                 | Reba: Duets                             |
| 2007 | Give It to Me (con Timbaland e Nelly Furtado)                 | 1                 | 16                | 1                 | 3                 | —                 | 2                 | 8                 | 2                 | 6                 | 1                 | - GER: Oro - UK: Argento - SWI: Platino - CAN: Platino                          | Shock Value                             |
| 2007 | Ayo Technology (con 50 Cent)                                  | 5                 | 10                | 12                | 3                 | 7                 | 3                 | 19                | 1                 | 2                 | 2                 | - USA: Oro - UK: Oro                                                            | Curtis                                  |
| 2008 | 4 Minutes (con Madonna e Timbaland)                           | 3                 | 1                 | 1                 | 1                 | 1                 | 1                 | 1                 | 3                 | 1                 | 1                 | - USA: 2× Platino - AUS: Platino - UK: Platino - GER: Platino - DEN: 2× Platino | Hard Candy                              |
| 2009 | Dead and Gone (con T.I.)                                      | 2                 | 4                 | 3                 | 7                 | 11                | 3                 | 20                | 2                 | 18                | 4                 | - USA: 2× Platino - AUS: Platino - UK: Oro                                      | Paper Trail                             |
| 2009 | Love Sex Magic (con Ciara)                                    | 10                | 5                 | 6                 | 7                 | 12                | 4                 | 41                | 6                 | 11                | 5                 | - AUS: Platino - UK: Oro                                                        | Fantasy Ride                            |
| 2009 | Carry Out (con Timbaland)                                     | 11                | 58                | 7                 | —                 | —                 | 3                 | 37                | 15                | 80                | 6                 | - UK: Argento - CAN: Platino                                                    | Shock Value II                          |
| 2010 | Winner (con Jamie Foxx e T.I.)                                | 28                | —                 | 23                | —                 | —                 | —                 | —                 | 37                | —                 | —                 |                                                                                 | Best Night of My Life                   |
| 2010 | Love Dealer (con Esmée Denters)                               | —                 | —                 | —                 | —                 | —                 | —                 | 32                | —                 | —                 | 68                |                                                                                 | Outta Here                              |
| 2011 | Motherlover (con i The Lonely Island)                         | —                 | —                 | —                 | —                 | —                 | —                 | —                 | —                 | —                 | —                 | - DEN: Oro                                                                      | Turtleneck & Chain                      |
| 2011 | 3-Way (The Golden Rule) (con i The Lonely Island e Lady Gaga) | —                 | —                 | —                 | —                 | —                 | —                 | —                 | —                 | —                 | —                 |                                                                                 | The Wack Album                          |
| 2011 | Role Model (con FreeSol)                                      | —                 | —                 | —                 | —                 | —                 | —                 | —                 | —                 | —                 | —                 |                                                                                 | No Rules                                |
| 2011 | Fascinated (con FreeSol e Timbaland)                          | —                 | —                 | —                 | —                 | —                 | —                 | —                 | —                 | —                 | —                 |                                                                                 | No Rules                                |
| 2013 | Holy Grail (con Jay-Z)                                        | 4                 | 42                | 13                | 14                | 24                | 53                | 83                | 18                | 24                | 7                 | - USA: 4× Platino - UK: Argento - GER: Oro - DEN: Platino                       | Magna Carta... Holy Grail               |
| 2016 | Where Is the Love? (con i Black Eyed Peas)                    | —                 | 15                | —                 | —                 | 39                | —                 | —                 | —                 | 41                | 47                |                                                                                 | /                                       |
| 2020 | Believe (con Meek Mill)                                       | 90                | —                 | —                 | —                 | —                 | —                 | —                 | —                 | —                 | —                 |                                                                                 | /                                       |

## Altre apparizioni
| Titolo                   | Anno | Altri artisti                                         | Album                                                  |
| ------------------------ | ---- | ----------------------------------------------------- | ------------------------------------------------------ |
| My Kind of Girl          | 2001 | Brian McKnight                                        | Superhero                                              |
| What It's Like to Be Me  | 2001 | Britney Spears                                        | Britney                                                |
| Hootnanny                | 2003 | Bubba Sparxxx                                         | Deliverance                                            |
| Love Don't Love Me       | 2003 | N.D.                                                  | Bad Boys II: The Soundtrack                            |
| Good Foot                | 2004 | Timbaland                                             | Shark Tale: Motion Picture Soundtrack                  |
| Floatin                  | 2005 | Charlie Wilson, Will.i.am                             | Charlie, Last Name Wilson                              |
| My Style                 | 2005 | Black Eyed Peas, Timbaland                            | Monkey Business                                        |
| Loose Ends               | 2006 | Sérgio Mendes, Pharoahe Monch, Will.i.am              | Timeless                                               |
| The Nature               | 2007 | Talib Kweli                                           | Eardrum                                                |
| Get Out                  | 2007 | Macy Gray                                             | Big                                                    |
| Nite-Runner              | 2007 | Duran Duran, Timbaland                                | Red Carpet Massacre                                    |
| Falling Down             | 2007 | Duran Duran                                           | Red Carpet Massacre                                    |
| Can't Believe It (Remix) | 2008 | T-Pain                                                | Thr33 Ringz                                            |
| Money                    | 2009 | Matt Morris                                           | When Everything Breaks Open                            |
| Hole in My Head          | 2009 | Rihanna                                               | Rated R                                                |
| Take Me Alive            | 2009 | Chris Cornell                                         | Scream                                                 |
| Shades                   | 2010 | Sean Combs, Lil Wayne, Bilal, James Fauntleroy        | Last Train to Paris                                    |
| Sign Your Name           | 2010 | Sheryl Crow                                           | 100 Miles from Memphis                                 |
| Casanova                 | 2010 | Esmée Denters                                         | Outta Here                                             |
| Follow My Lead           | 2010 | Esmée Denters                                         | Outta Here                                             |
| The Woods                | 2013 | Juicy J, Timbaland                                    | Stay Trippy                                            |
| Heaven                   | 2013 | Jay-Z                                                 | Magna Carta... Holy Grail                              |
| BBC                      | 2013 | Jay-Z, Nas, Pharrell Williams, Timbaland, Swizz Beatz | Magna Carta... Holy Grail                              |
| Five Hundred Miles       | 2013 | Carey Mulligan, Stark Sands                           | Inside Llewyn Davis Original Motion Picture Soundtrack |
| Please Mr. Kennedy       | 2013 | Oscar Isaac, Adam Driver                              | Inside Llewyn Davis Original Motion Picture Soundtrack |
| The Auld Triangle        | 2013 | Chris Thile, Marcus Mumford, Gabe Witcher             | Inside Llewyn Davis Original Motion Picture Soundtrack |
| Brand New                | 2014 | Pharrell Williams                                     | Girl                                                   |
| Incredible Thoughts      | 2016 | The Lonely Island, Michael Bolton                     | Popstar: Never Stop, Never Stopping                    |
| Make It Right            | 2017 | Foo Fighters                                          | Concrete and Gold                                      |
| Just Be                  | 2021 | DJ Khaled                                             | Khaled Khaled                                          |
| Innocent                 | 2021 | Justine Skye                                          | Space and Time                                         |
| Parent Trap              | 2022 | Jack Harlow                                           | Come Home the Kids Miss You                            |
| ICU (Remix)              | 2023 | Coco Jones                                            | ICU                                                    |

## Canzoni scritte per altri artisti
- What It's Like to Be Me di Britney Spears
- Where Is the Love? dei Black Eyed Peas
- Floatin di Charlie Wilson e Will.i.am
- My Style dei Black Eyed Peas
- Loose Ends di Sérgio Mendes
- Rehab di Rihanna
- Nite-Runner dei Duran Duran
- Falling Down dei Duran Duran
- Okay di Macy Gray
- Get Out di Macy Gray
- Miles Away di Madonna
- Devil Wouldn't Recognize You di Madonna
- Voices di Madonna
- Take Me Alive di Chris Cornell
- Don't Let Me Down di Leona Lewis
- Cold Case Love di Rihanna
- Heaven di Jay-Z
- BBC di Jay-Z
- JAY Z Blue di Jay-Z
- The Woods di Juicy J
- Blow di Beyoncé
- Partition di Beyoncé
- Rocket di Beyoncé
- Without Me di Halsey

## Videografia
- 2003: Justified: The Videos
- 2003: Justified - Live from London
- 2007: Futuresex/Loveshow - Live from Madison Square Garden

## Concerti
| Anno      | Titolo                       | Numero di date | Formati |
| --------- | ---------------------------- | -------------- | ------- |
| 2003      | Justified/Stripped Tour      | 45             |         |
| 2003–2004 | Justified and Lovin' It Live | 59             | TV, DVD |
| 2007      | FutureSex/LoveShow           | 119            | TV, DVD |